# Naryschkino (Orjol, Urizki)
Naryschkino (russisch Нары́шкино) ist eine Siedlung städtischen Typs in der Oblast Orjol (Russland) mit 9584 Einwohnern (Stand 14. Oktober 2010).

## Geografie
Die Siedlung liegt im Bereich der Wasserscheide zwischen den linken Oka-Nebenflüssen Zon und Orlik, gut 20 Kilometer Luftlinie westlich des Zentrums der Oblasthauptstadt Orjol.
Naryschkino ist Verwaltungszentrum des Rajons Urizki und einzige Ortschaft der Stadtgemeinde (gorodskoje posselenije) Naryschkino.

## Geschichte
Der Ort wurde entstand im Zusammenhang mit dem Bau der Eisenbahnstrecke Riga – Orjol der staatlichen Riga-Orjoler Eisenbahn (Rigo-Orlowskaja schelenaja doroga). Der Streckenabschnitt Witebsk – Orjol ging am 24. November 1868 in Betrieb; dieses Jahr gilt auch als Gründungsjahr des Ortes, der nach Alexander Naryschkin (1839–1916) benannt wurde, dem größten Grundbesitzer der Gegend und seit 1866 Vorsitzender des Semstwoamtes des Gouvernements Orjol, später Gouverneur des Gouvernements Podolien und Mitglied des Staatsrates. Gegen Ende des 19. Jahrhunderts gründete der Kaufmann Mudrow im Ort eine kleine Maschinenfabrik zur Herstellung von Landwirtschaftsgeräten.
Mit Einrichtung des Rajons Urizki am 30. Juli 1928 wurde Naryschkino dessen Zentrum. 1938 erhielt der Ort den Status einer Siedlung städtischen Typs.
Im Zweiten Weltkrieg wurde Naryschkino Anfang Oktober 1941 von der deutschen Wehrmacht besetzt und im August 1943 von der Roten Armee zurückerobert. Während der Kampfhandlungen wurde der Ort fast vollständig zerstört.

### Bevölkerungsentwicklung
| Jahr | Einwohner |
| ---- | --------- |
| 1926 | 1309      |
| 1939 | 3488      |
| 1959 | 3600      |
| 1970 | 6703      |
| 1979 | 8167      |
| 1989 | 8785      |
| 2002 | 9730      |
| 2010 | 9584      |

Anmerkung: Volkszählungsdaten

## Wirtschaft
In Naryschkino gibt es Betriebe der Lebensmittel- und Leichtindustrie.
Die Siedlung liegt an der Eisenbahnstrecke Orjol – Brjansk – Smolensk (Streckenkilometer 30). Durch Naryschkino führt die Fernstraße R120, die ebenfalls Orjol mit Smolensk verbindet und weiter zur belarussischen Grenze in Richtung Wizebsk verläuft.